# Monocentrus leighi
Monocentrus leighi är en insektsart som beskrevs av William Lucas Distant. Monocentrus leighi ingår i släktet Monocentrus och familjen hornstritar. Inga underarter finns listade i Catalogue of Life.